# De-Loused in the Comatorium
Albums de The Mars Volta
Tremulant EP Frances the Mute
De-Loused in the Comatorium est le premier album studio du groupe américain de rock progressif The Mars Volta, publié le 24 juin 2003 chez Gold Standard Laboratories et Universal Records.
Basé sur une histoire courte du chanteur Cédric Bixler-Zavala et du manipulateur de son[Quoi ?] Jeremy Michael Ward, cet album concept raconte pendant à peu près une heure l'histoire de Cerpin Taxt, un homme qui souhaite se tuer par overdose de morphine. Son essai se révélera infructueux et il passera une semaine dans le coma, pendant laquelle il aura des visions au sujet de l'humanité et de lui-même. Au réveil, insatisfait du monde réel, il préférera trouver la mort. L'histoire de Cerpin Taxt est basée sur la mort de Julio Venegas, un artiste d'El Paso, également ami de Cédric Bixler-Zavala.
Co-réalisé par Rick Rubin et le guitariste Omar Rodriguez-Lopez, c'est le seul album studio du groupe auquel participe le membre fondateur Jeremy Michael Ward, qui fut retrouvé mort par overdose d'héroïne, un mois avant sa sortie.
À la suite du départ d'Eva Gardner, qui participa aux premières démos et EP du groupe, Flea des Red Hot Chili Peppers, y joue de la basse.
La musique de De-Loused in the Comatorium se démarque par des paroles énigmatiques, ses rythmes latins et jazz, et les riffs de guitare d'Omar Rodriguez-Lopez, souvent fortement dissonants. Le titre de l'album provient des paroles du morceau "Eunuch Provocateur", publié sur l'EP Tremulant. (À noter que celles de "Take the Veil Cerpin Taxt" contiennent le titre Tremulant)
La jaquette a été réalisée par Storm Thorgerson.

## Liste des pistes
Toutes les paroles sont écrites par Cedric Bixler-Zavala avec l'aide de Jeremy Michael Ward, toute la musique est composée par Omar Rodríguez-López, sauf mention contraire.
| No  | Titre                               | Paroles                                       | Durée |
| --- | ----------------------------------- | --------------------------------------------- | ----- |
| 1.  | Son et lumière                      |                                               | 1:35  |
| 2.  | Inertiatic ESP                      |                                               | 4:24  |
| 3.  | Roulette Dares (The Haunt Of)       |                                               | 7:31  |
| 4.  | Tira me a las arañas (instrumental) |                                               | 1:28  |
| 5.  | Drunkship of Lanterns               | - Omar Rodríguez-López - Cedric Bixler-Zavala | 7:06  |
| 6.  | Eriatarka                           |                                               | 6:20  |
| 7.  | Cicatriz ESP                        |                                               | 12:29 |
| 8.  | This Apparatus Must Be Unearthed    | - Omar Rodríguez-López - Cedric Bixler-Zavala | 4:58  |
| 9.  | Televators                          |                                               | 6:19  |
| 10. | Take the Veil Cerpin Taxt           |                                               | 8:42  |

## Signification des titres des pistes
- Le sigle ESP ne signifie non pas "extra-sensory perception" mais "Ectopic Shapeshifting Penance-propulsion", et désigne le vaisseau dans lequel Cerpin Taxt déambule dans le Comatorium.
- "Tira Me a las Arañas", traduit de l'espagnol signifie "Jetez-moi aux araignées". L'orthographe exacte devrait être "Tírame a las Arañas".
- "Cicatriz" signifie "cicatrice" en espagnol et en portugais.
- Sur la piste "Cicatriz ESP" on peut entendre à plusieurs reprises la voix de John Frusciante en tant que voix secondaire. Il n'est cependant pas crédité. De plus il y a certaines lignes des paroles officielles qui ne sont pas chantées.
- "This Apparatus Must Be Unearthed" (L'appareil ne doit pas être relié à la terre) est une référence à "This apparatus must be earthed" (L'appareil doit être relié à la terre), phrase que l'on peut retrouver sur les amplificateurs ou d'autres appareils électriques.

## Interprétation des pistes de l'album
La majorité des traductions françaises proposées sur Internet[réf. nécessaire] sont des traductions mot à mot de piètre qualité[non pertinent]. Une analyse détaillée de l'ensemble des titres de l'album - en anglais - a été réalisé par Andrew Muller sur le site therealmusician.com.

## Crédits

### Groupe
- Cedric Bixler-Zavala – voix
- Omar Rodríguez-López – guitare, basse ("Ambuletz")
- Jon Theodore – batterie
- Jeremy Michael Ward – manipulations sonores
- Isaiah "Ikey" Owens"  – claviers
- Flea – basse (sauf sur "Televators" et "Ambuletz")

### Autres musiciens
- Lenny Castro – percussions
- John Frusciante  – guitare additionnelle et programmation de synthétiseur sur "Cicatriz ESP"
- Justin Medal-Johnsen  – contrebasse sur "Televators"

### Enregistrement
- Rick Rubin - réalisation
- Omar Rodríguez-López - réalisation
- Dave Schiffman - ingénieur du son
- Andrew Scheps - ingénieur du son supplémentaire
- Phillip Groussard - ingénieur assistant, ingénieur du son pour "Ambuletz"
- Darren Mora - ingénieur assistant
- Rich Costey - mixage
- Jason Lader - mixage d'"Ambuletz"
- Lindsay Chase - coordinatrice de production
- Vlado Meller - mastering
- Pete Lyman - mastering (vinyle)
- Steve Kadison - assistant au mastering